# Natasha Gal
Pour les articles homonymes, voir Gal.
 (février 2012).
Si vous disposez d'ouvrages ou d'articles de référence ou si vous connaissez des sites web de qualité traitant du thème abordé ici, merci de compléter l'article en donnant les références utiles à sa vérifiabilité et en les liant à la section « Notes et références ».
Natalia Ivanovna Galkina (en russe Наталья Ивановна Галкина), souvent appelée Natasha Gal ou Natalie Gal (née le 18 décembre 1985 à Bataïsk, dans l'oblast de Rostov (Union soviétique), est un mannequin et une actrice américaine d'origine russe ayant participé à la saison 8 de Top Model USA. Elle a été finaliste mais a échoué face à Jaslene Gonzalez.

## Biographie

### Enfance et débuts
Natasha Galkina est née dans une famille de chanteurs d'opéra et de poètes. Elle a appris le ballet, les arts, le piano, et le chant. Gal a participé à une pièce de théâtre à l'âge de 6 ans. Elle a étudié au Théâtre des Arts de Moscou ainsi qu'à l'Université de New York.

## Carrière

### Télévision
Elle participe au concours Top Model USA en 2007 dans lequel elle excelle, mais son adversaire, Jaslene Gonzalez lui tient tête lors du défilé final. Elle finit 2e de la compétition.

### Magazines
En 2007, elle fait la couverture du magazine Cover Girl.

### Métier
Elle est représentée par Fenton Moon à New York mais aussi à des agences à Moscou, Londres, Athènes, Paris, et également en Allemagne. Elle a tenu le premier rôle dans différentes productions de films et a modelé pour différentes marques tels que Levuk, Allison Parris, Pantene, Wella, Nexxus, Vivienne Tam, Rock and Republic, Diesel et Cover Girl. Elle a travaillé pour CWTV.

### Vie privée
À 18 ans, Natalie se marie avec un Américain, Stuart Hagler, qui est de 22 ans son aîné, et retourne aux États-Unis avec lui. Sa fille Angelina Hagler voit le jour en 2005. Elle divorce de son mari en 2009. Natalia Galkina vit désormais entre Los Angeles et New York.